# Шаховской, Пётр Иванович (губернатор)
Пётр Иванович Шаховской (1771—1827) — камергер, тайный советник, Псковский гражданский губернатор 1812—1816 гг.

## Биография
Родился в 1771 году в семье генерала кавалерии князя Ивана Андреевича Шаховского (1740—1811) и Екатерины Ивановны Коцаревой. На службу был записан унтер-офицером в Рижский карабинерный полк в 1775 году. В 1777 году произведён в вахмистры, семь лет служил аудитором, год — штык-юнкером артиллерии.
В 1786 году произведён в подпоручики и с этим чином определён в Сухопутный кадетский корпус. Получил чин поручика в 1791 году. В июле месяце находился при Главном кригскомиссариате, а в 1792 году при соединённой армии; 24 ноября 1792 года был произведён из вахмистров Конного полка в корнеты и 10 мая 1793 года, указом придворной конторы, пожалован в штат Его Высочества Великого Князя Александра Павловича и Великой Княгини Елены Павловны камер-юнкером.
При императоре Павле I — флигель-адъютант; 1 января 1797 года назначен генерал-адъютантом, а 1 мая произведён в действительные статские советники. 
Ещё до начала Отечественной войны 1812 года, 13 апреля 1811 года, в чине тайного советника, был назначен Псковским гражданским губернатором. 24 апреля 1811 года высочайше повелено присутствовать в межевом департаменте Сената.
Псковская губерния была объявлена на военном положении. Губернатор дал распоряжение соответствующим чиновникам принять необходимые меры для отправки из Пскова в Новгород денег и имущества. Шаховской уступил губернаторский дом под госпиталь, а через шесть лет вновь отдал свою казенную квартиру для размещения мужской гимназии. В октябре 1812 года Шаховскому пришлось устраивать и продовольствовать корпус П. Х. Витгенштейна и принимать меры против приближавшегося неприятеля. Во время военных действий и приближения французов к псковским границам сохранял в порядке управление губернией. Ему пришлось взять на себя и управление Витебской губернией до освобождения Витебска от французов и возвращения туда бывшего губернатора И. Ф. Лешерна.
В должности Псковского гражданского губернатора кн. П. И. Шаховской пробыл до 1816 года.

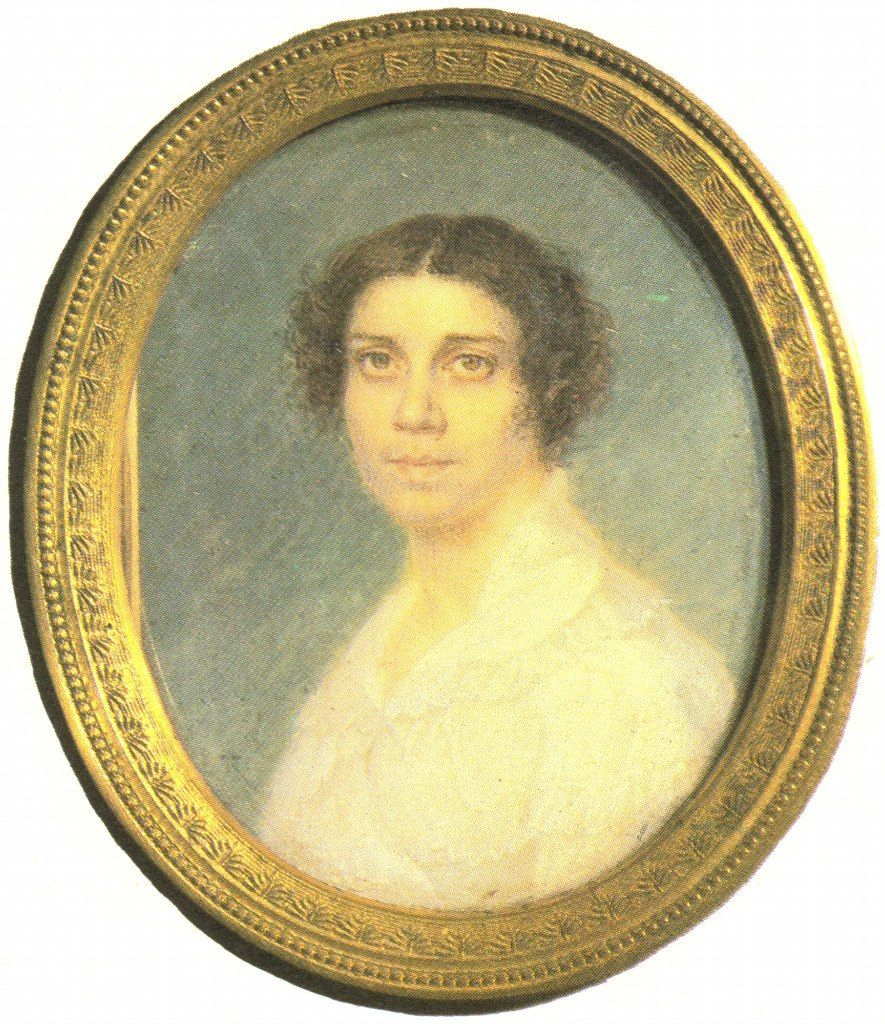
Анна Фёдоровна, жена

Скончался 25 мая (6 июня) 1827 года.

## Семья
Жена — княжна Анна Фёдоровна Щербатова (1774—03.11.1824), дочь князя Фёдора Фёдоровича Щербатова (1731—1791), главнокомандующего правительственными войсками в середине Пугачёвского восстания. Умерла в Москве от рака, похоронена в Донском монастыре в семейной усыпальнице. Дети:
- Фёдор (1796—1829) — отставной майор, декабрист, один из учредителей «Союза Спасения» и «Союза Благоденствия».
- Прасковья (ум. 1856), замужем за доктором медицины А. А. Войно-Куренским.
- Екатерина, замужем (с 25 января 1820 года)[4] за поручиком Н. С. Слепцовым (1798—1831), их сын Пётр.